# Сермяга

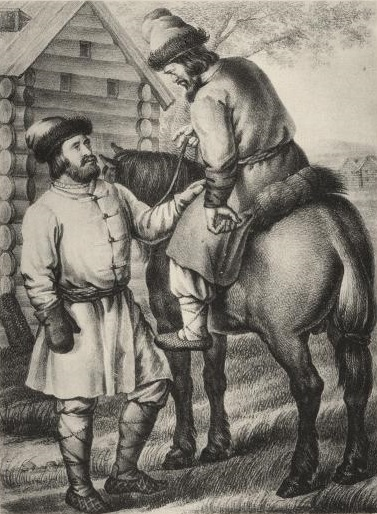
Азям, сермяга и шапка.

Сермя́га (сермяжка) — русское историческое название грубого толстого сукна из простой шерсти ручного или кустарного изготовления, а также одежды из него.
Сермя́жина — грубое белое, серое, смурое, бурое, чёрное крестьянское сукно, некрашеное, из простой шерсти ручного изготовления и одежда из него.

## История
В старину сермяги встречались и в числе государевых одежд, преимущественно «летних, ездовых», из белого и серого сукна, с украшениями и золотыми пуговицами. В 1469 году великий князь Иван Васильевич послал устюжанам в дар в числе разных других вещей 300 сермяг. Сермяжные кафтаны были и на ополчениях наших, подружинно, любого, природного цвета, а также из верблюжьей сермяжины, буро-желтой.
Сермягой называли кафтан из такого сукна, — обычно короткий, с узкими длинными рукавами и застёжкой спереди. Слово использовалось вплоть до начала XX века; например в энциклопедической статье «Литовцы», описывая их традиционную одежду, этнограф Эдуард Вольтер пишет: 

Сермяга старого покроя застёгнута на груди доверху, а внизу доходит до половины голени. Нынешние сермяги походят на сюртуки общеевропейского покроя из домашних тканей.— Литовцы // Энциклопедический словарь Брокгауза и Ефрона : в 86 т. (82 т. и 4 доп.). — СПб., 1890—1907.
Рабочая сермяга, буденная одежа, мужская и женская называлась будник.

## Поговорки
- «Своя сермяга — не тяга.» («Своя сермяжка никому не тяжка.»[5])
- Был себе Ивашка серая сермяжка.